# Bryan County, Oklahoma
Bryan County är ett administrativt område i delstaten Oklahoma, USA. År 2010 hade countyt 42 416 invånare. Den administrativa huvudorten (county seat) är Durant. 

## Geografi
Enligt United States Census Bureau har countyt en total area på 2 443 km². 2 354 km² av den arean är land och 90 km² är vatten. 

### Angränsande countyn
- Atoka County  - nord
- Choctaw County  - öst
- Lamar County, Texas  - sydöst
- Fannin County, Texas  - syd
- Grayson County, Texas  - sydväst
- Marshall County  - väst
- Johnston County  - nordväst